# 布頓 (愛荷華州)
布頓（英語：Bouton）是一個位於美國愛荷華州達拉斯縣的城市。

## 地理
布頓的座標為41°51′02″N 94°00′34″W / 41.85056°N 94.00944°W，而該地的平均海拔高度為288米（即945英尺）。

## 人口
根據2010年美國人口普查的數據，布頓的面積為0.36平方千米，當中陸地面積為0.36平方千米，而水域面積為0.00平方千米。當地共有人口129人，而人口密度為每平方千米358人。